# تيري ديرينغ
تيري ديرينغ هو سياسي أمريكي، ولد في 7 نوفمبر 1958 في دو كيوين في الولايات المتحدة، وتوفي في 27 يونيو 1997 في مقاطعة واشنغطون في الولايات المتحدة. نشط حزبياً في الحزب الديمقراطي. وقد انتخب عضو مجلس نواب إلينوي ‏.